# Onychodectes
Onychodectes is een geslacht van uitgestorven zoogdieren uit de Taeniodonta. Dit dier leefde tijdens het Vroeg-Paleoceen in Noord-Amerika. Er is één soort bekend, O. tisonensis.

## Kenmerken
Onychodectes was een van de eerste taeniodonten. Alleen Schowalteria uit het Laat-Krijt leefde nog eerder. Onychodectes had een lichaamslengte van 60 cm en had daarmee het formaat van een grote huiskat of kleine hond. Het gebit wijst op een omnivore leefwijze en mogelijk voedde Onychodectes zich met insecten, eieren, kleine gewervelden en planten. De schedel was lang en smal en daarmee duidelijk anders dan de korte, brede schedels van de latere taeniodonten. De hoektanden waren nog relatief beperkt verlengd vergeleken met de lange hoektanden van latere soorten. Onychodectes had krachtige poten en mobiele handen met vijf vingers met klauwen. Het dier was deels aangepast aan graven, bijvoorbeeld voor het zoeken naar plantaardig voedsel. De staart was lang en stevig en mogelijk in bepaalde mate gevormd tot een grijpstaart, wat van pas kwam bij het klimmen in bomen. Onychodectes had een van de grootste olfactoire bulbi ten opzichte van het cerebrum van alle zoogdieren, zelfs groter als bij dieren met een zeer goede reuk zoals moderne honden en varkens. De goede reuk stelde Onychodectes in staat schaars en verborgen voedsel op te sporen.

## Vondsten
Het eerste fossiele materiaal van Onychodectes werd gevonden in het San Juan-bekken in New Mexico en beschreven door Edward Drinker Cope in 1888. Latere vondsten zijn gedaan in Utah en Montana. Alle fossielen dateren uit het Puercan, het eerste deel van het Paleoceen in Noord-Amerika. In het loop van het Puercan werd  Onychodectes vervangen door meer ontwikkelde taeniodonten uit de familie Stylinodontidae, zoals Wortmania en later Psittacotherium.